# Ginasservis
Ginasservis (okzitanisch Ginacèrvias) ist eine französische Gemeinde mit 2036 Einwohnern (Stand 1. Januar 2022) im Département Var in der Region Provence-Alpes-Côte d’Azur. Sie gehört zum Kanton Saint-Maximin-la-Sainte-Baume im Arrondissement Brignoles.
Nachbargemeinden sind Vinon-sur-Verdon im Norden, Saint-Julien im Nordosten, La Verdière im Osten, Saint-Martin-de-Pallières im Südosten, Artigues im Süden, Rians im Südwesten und Saint-Paul-lès-Durance im Nordwesten.

## Bevölkerungsentwicklung
| 1962 | 1968 | 1975 | 1982 | 1990 | 1999 | 2006 | 2014 |
| ---- | ---- | ---- | ---- | ---- | ---- | ---- | ---- |
| 511  | 612  | 643  | 779  | 911  | 984  | 1382 | 1636 |